# Dario Winkler
Dario Winkler (* 18. Mai 1997 in Hall in Tirol) ist ein österreichischer Eishockeyspieler, der über 300 Spiele in der Österreichischen Eishockey-Liga (ICEHL, EBEL) für den EC Red Bull Salzburg, die Vienna Capitals und den HC Innsbruck absolviert hat. Er beendete seine aktive Eishockey-Karriere, um sich seinem Studium der Rechtswissenschaften zu widmen. Seit der Saison 2024/25 ist er als Eishockeyschiedsrichter tätig. Zur Spielzeit 2025/26 wurde er in den Kader der Alps Hockey League als Head Referee aufgenommen.

## Karriere

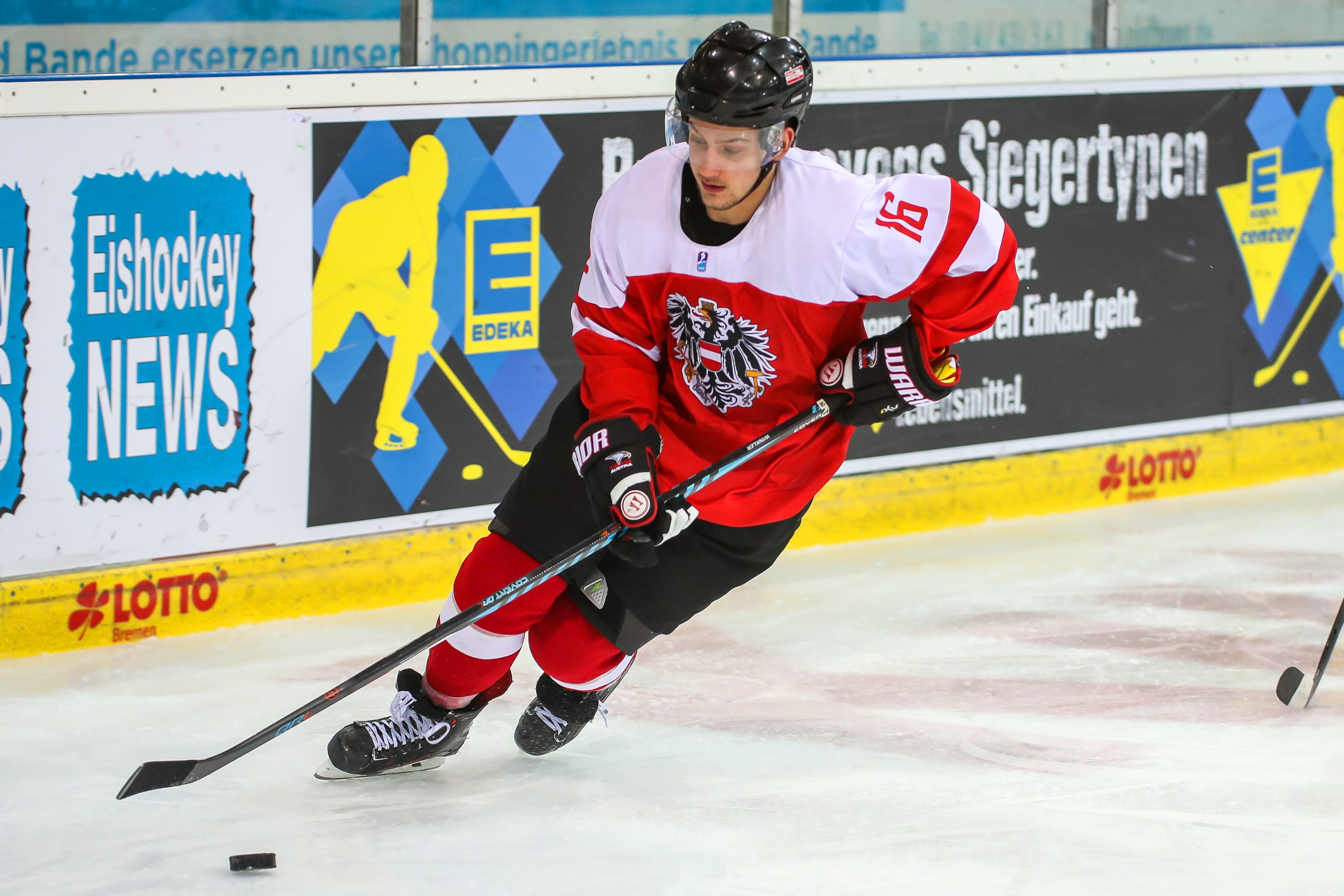
Winkler im Trikot Österreichs bei der U20-Junioren-Weltmeisterschaft 2016

Dario Winkler spielte in seiner Jugend bei seinem Heimatverein HC Innsbruck in Tirol. In der Saison 2010/11 wechselte er im Alter von 14 Jahren nach Salzburg in die Red Bull Akademie des EC Red Bull Salzburg. Dort spielte er in der österreichischen Jugendliga EBYSL und im U18 (U20) Red Bulls Hockey Rookies Cup in der Tschechischen Liga. Mit 16 Jahren stand er zwei Jahre lang in der multinationalen Nachwuchsliga Molodjoschnaja Chokkeinaja Liga für den EC Red Bull Salzburg am Eis.
Im Jahr 2014/15, als 17-Jähriger, debütierte Winkler in der EBEL mit der Kampfmannschaft des EC Red Bull Salzburg. Im CHL Import Draft 2015 wurde der Stürmer am 30. Juni 2015 von den Brandon Wheat Kings in der zweiten Runde als insgesamt 120. Spieler gezogen. Er verließ Österreich und spielte vorerst in der Saison 2015/16 für die Brandon Wheat Kings und ab Ende 2015 für die Everett Silvertips in der Western Hockey League. Er absolvierte für diese 57 Spiele.
2016 kehrte der Center wieder nach Österreich zurück, wo er wieder bei EC Red Bull Salzburg unter Vertrag steht.
Im Sommer 2017 wurde Dario Winkler vom NHL-Club New York Islanders zu einem fünftägigen Nachwuchscamp nach Hempstead, New York eingeladen.
Im August 2020 unterschrieb Winkler bei seinem Heimatverein, dem HC Innsbruck.
Nach der Saison 2023/24 beendete Dario Winkler seine Profi-Karriere. Anschließend spielte er auf Amateurebene für die Dragons HC Kufstein und begann eine Tätigkeit als Eishockey-Schiedsrichter.

### International
Im Frühjahr 2014 nahm er an der U18-Junioren-Weltmeisterschaft der Division IB teil und erreichte in fünf Spielen vier Assists und wurde als bester österreichischer Spieler ausgezeichnet.
2015 vertrat er Österreich bei der U18-Junioren-Weltmeisterschaft der Division IB mit drei Toren und drei Assists bei fünf Spielen und nahm an der U20-Junioren Weltmeisterschaft der Division IA in Asiago teil. Auch 2016 und 2017 spielte er mit der österreichischen U20-Auswahl in der A-Gruppe der Division I bei den jeweiligen U20-Weltmeisterschaften.
In der Herren-Nationalmannschaft debütierte Dario Winkler am 6. April 2017 im Freundschaftsspiel gegen Schweden in Wien.

## Erfolge und Auszeichnungen
- 2015 Aufstieg in die Division IA bei der U18-Junioren-Weltmeisterschaft der Division IB
- 2018 Österreichischer Meister mit den EC Red Bull Salzburg

## Karrierestatistik

### International
Vertrat Österreich bei:
- U18-Junioren-Weltmeisterschaft 2014 der Division IB
- U20-Junioren-Weltmeisterschaft 2015 der Division IA
- U18-Junioren-Weltmeisterschaft 2015 der Division IB
- U20-Junioren-Weltmeisterschaft 2016 der Division IA
- U20-Junioren-Weltmeisterschaft 2017 der Division IA

(Legende zur Spielerstatistik: Sp oder GP = absolvierte Spiele; T oder G = erzielte Tore; V oder A = erzielte Assists; Pkt oder Pts = erzielte Scorerpunkte; SM oder PIM = erhaltene Strafminuten; +/− = Plus/Minus-Bilanz; PP = erzielte Überzahltore; SH = erzielte Unterzahltore; GW = erzielte Siegtore; 1 Play-downs/Relegation; Kursiv: Statistik nicht vollständig)